# 朝陽空港
朝陽空港（ちょうようくうこう）は、中国遼寧省朝陽市に位置する空港。

## 概要
1933年に建設され、1942年日本軍により拡張された。1958年、民用航空として改修され、1960年9月1日に正式に開港し瀋陽便を開設した。しかし、空港施設が粗末だった為に休航となった。1974年、基礎の上にセメントの滑走路と副滑走路を建造して駐機場も設置し空港は2C級に達した。1985年と1993年に2度に渡って大規模拡張をし3C級に達し、総面積は113.4m2となった。大型や中型機も就航できるようになり、1994年、北京、大連、丹東、青島、済南、秦皇島等8路線が開通した。しかし、再び欠航となるが、2008年2月29日にフライト再開された。

## 就航路線
- 中国国際航空－北京。
- 奥凱航空－大連、煙台。